# みんなの拡張機能
みんなの拡張機能は、株式会社ゴーガが開発した、Mozilla Firefox用の拡張機能である。公式サイトでは「Minkaku」というニックネームがつけられている。

## 概要
Firefoxにインストールされている拡張機能を投票する。Firefoxに追加されたメニューを実行することで投票を行い、投票結果はリアルタイムで公式サイトにランキング表示される。ランキングで表示されている拡張機能のうち、インストールされていないものは、拡張機能を提供しているウェブサイトに移動して手軽にインストールすることができる。
Firefoxは単体ではWebブラウザーとしての基本機能が提供されるが、拡張機能を組み込むことで利用者に適した強力なWebブラウザーとなる。みんなの拡張機能で広く使われている拡張機能をすぐにインストールできるため、拡張機能を調べる手間を軽減し、誰でも強力なFirefoxを利用することが可能となる。